# Madrepora astroites
Espèce
Madrepora astroites est une espèce de coraux appartenant à la famille des Oculinidae.